# エリトリア・タレーロ

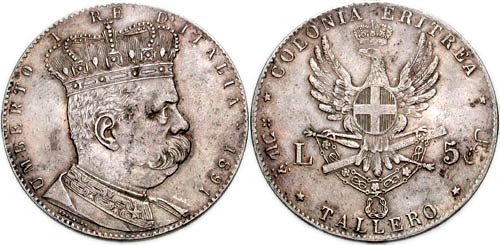
タレーロ銀貨、肖像はウンベルト1世。

エリトリア・タレーロ（イタリア語: Tallero d'Eritrea,英語: Eritrean Tallero）はイタリア領エリトリアで1890年から1921年まで流通していた通貨。1タレーロは5リラ、1リラは100チェンテシミに両替される。流通中、エリトリア・リラはイタリア・リラと等価だった。

## 歴史
1885年、イタリア当局はリラ紙幣の発行を始めたが、1890年になって50チェンテシミ、1リラ及び2リラ貨幣とともにタレーロ銀貨を導入した。タレーロ銀貨の最終鋳造は1918年であり、1921年にはイタリア通貨の単独流通のためにタレーロは廃止された。